# Национално училище за танцово изкуство
Националното училище за танцово изкуство  – София (съкратено НУТИ ) е единствената от такъв мащаб образователна институция за професионално обучение в областта на танцовите изкуства на класическия балет, модерния танц и българския фолклорен танцучилище в София, което предлага хореографско обучение в областта на танцовите изкуства – класическия балет, български народни танци и модерни танци.

## История
Училището е основано на 5 февруари 1951 г. по инициатива на основоположника на български балет Анастас Петров и руски балетен педагог Владимир Белий, като Държавно балетно училище и има само една специалност – „класически танц“. През 1956 г. е открита втората специалност – „български танц“ за изучаване на народни танци от хореографа Кирил Харалампиев и училището е преименувано в Държавно хореографско училище, от септември 2004 г. е открита и трета специалност – „модерен танц“. От 1 март 2001 г. училището ce нарича Национално училище за танцово изкуство /НУТИ/ и е включено в система на 23-те училища по изкуства които се ръководят от министерство на културата.
Днес в НУТИ се води обучение по 3 специалности: „Класически танц“ (балет), „Български танц“ (български народни танци) и „Модерен танц“, в които преподава екип от учители, както по общообразователните, така и по специалните предмети.

## Специалности

### Класически танц
Учебни предмети в специалност класически танц по професия „балетист“: Дуетен танц, Съвременни танцови техники, Характерни танци, Исторически танци, Български танци, Репертоар, Учебна практика, Теория и методика на специалността, История на танца, Актьорско майсторство, Композиция и импровизация, История на изкуството.
В специалност „Класически танц“ професионалното обучение по класически балет е базирано на методиката на балетната система Ваганова с обучение в репертоара на класическите балети. Преподаватели са балетисти от националната опера и балет, балет Арабеск и др.
Учениците участват в спектакли на Националната опера и балет, Музикален театър – ДМБЦ – София, в различни концерти, фестивали, телевизионни участия, както и в самостоятелните концерти на училището. Зъвършилите професионален курс на обучение кадри на НУТИ в Специалност „Класически танц“, след XII клас се реализират на оперно-балетните сцени в страната и чужбина.

### Български танци
Учебни предмети в специалност български танци по професия „танцьор“:Български танци, Класически екзерсис, Танци на народите, Съвременни танцови техники, Композиция и импровизация, Репертоар, Учебна практика, Теория и методика на специалността, История на танца, Разчитане и описание на танца, Актьорско майсторство, История на изкуството. В специалност „Български танц“ учебният материал включва изучаване на основните етнографски фолклорни области – Северна България, Шоплука, Тракия, Добруджа, Родопи и Пирин. Преподавателите са творци и солисти на ансамбъл „Филип Кутев“ и ансамбъл „Чинари“. Завършилите професионален курс на обучение кадри на НУТИ в Специалност „Български танц“, след XII клас се реализират в съставите на ансамбъл „Филип Кутев“, ансамбъл „Тракия“ и ансамбъл „Пирин“, общински и частни ансамбли – трупата на Нешка Робева, ансамбъл „Българе“, ансамбъл „Чинари“ и др., създават школи за български фолклорен танц.

### Модерни танци
Учебни предмети в специалност модерен танц по професия „танцьор“: Модерен танц, Класически екзерсис, Композиция и импровизация, Джаз танц, Репертоар, Учебна практика, Актьорско майсторство, Вокална подготовка, Теория и методика на специалността, История на танца, История на изкуството.
В специалност „Модерен танц“ професионалното обучение е базирано на танцовите техники Греъм, Кънингам, Рилийз, по класически екзерсис на балетната система Ваганова. Преподавателите са хореографи и солисти на Балет Арабеск. Завършилите професионален курс на обучение кадри на НУТИ в Специалност „Модерен танц“, след XII клас се реализират успешно професионално ставайки част от съставите на Балет Арабеск и Музикален театър– ДМБЦ – София.

## Обучение
В училището се обучават ученици в трите специалности от V до ХІІ клас, като се изучава пълният курс на общообразователната програма за средните училища по програмите на МОМН.И в трите специалности главният специален предмет се изучава всекидневно и продължителността на занятията е два учебни часа или 90 мин. Това способства за развиване и усъвършенстване качествата на децата, за изграждане на танцувални умения, необходими на бъдещите артисти. Обучението ІХ-ХІІ клас дава възможност за:
- Полагане на държавни зрелостни изпити за придобиване на средно образование;
- Полагане на държавни изпити за придобиване на трета степен на професионална квалификация.

За своята история НУТИ е подготвило над 2 хил. професионални изпълнители по неговите специалности.

## Общежитие
Хореографското училище предлага на всички свои ученици от страната общежитие-пансион. То се намира в сградата на училището, работи 7 дни в седмицата, с осигурени: денонощно педагогически екип от възпитатели и охрана.

## Награди и постижения
- ОРДЕН „КИРИЛ И МЕТОДИЙ“ – I СТЕПЕН
- „КРИСТАЛНА ЛИРА“
- „ЗЛАТНА ЛИРА“ на Съюза на музикалните и танцови дейци
- член на СЪВЕТ НА ЕВРОПЕЙСКАТА НАУЧНА И КУЛТУРНА ОБЩНОСТ
- „ЗЛАТНА КНИГА“
- „ЗЛАТЕН ПЕЧАТ“ за ЕВРОПЕЙСКИ МЕНИДЖМЪНТ В КУЛТУРАТА